# Курода, Саяко
Саяко Курода (яп. 黒田清子 Курода Саяко,  родилась 18 апреля 1969 в 20.36 (JST) в Токио), ранее Её Императорское Высочество Принцесса Японии Нори (Саяко) (яп. 紀宮清子内親王殿下 Нори но мия Саяко найсинно: дэнка) — третий ребёнок и единственная дочь 125-го императора Японии Акихито и императрицы Митико, сестра 126-го императора Нарухито и наследного принца Акисино. Вступила в брак с Ёсики Куродой 15 ноября 2005 года. В результате мезальянса была вынуждена оставить аристократический титул и покинуть императорскую семью в соответствии с требованиями японского законодательства.

## Образование
Окончила факультет японского языка и литературы Университета Гакусюин (1992). Позже была принята в качестве научного сотрудника в Институт орнитологии Ямасина. В 1998 году получила должность исследователя. Автор статей и академических публикаций о птицах.

## Обручение и брак
30 декабря 2004 года Управление по делам императорского двора объявило об обручении принцессы Нори с Ёсики Куродой, 40-летним городским дизайнером, работающим в плановом отделе городского управления Токио, и давним другом принца Акисино. После бракосочетания, которое состоялось в полдень 15 ноября 2005 в токийском отеле «Империал», принцесса Нори покинула императорскую семью, взяв фамилию мужа, человека неаристократического происхождения (точнее, Курода Ёсики происходит из старой чиновной аристократии «кадзоку» (яп. 華族), потерявшей свои права после 1947 года). Эти изменения в её статусе произошли в соответствии с Законом Императорского Дома 1947 года, который лишает женщин императорской семьи в случае замужества с человеком, не имеющим знатного происхождения, их положения и официального членства в Императорском Доме. После свадьбы выплачивается единовременная денежная компенсация. Её родители, Император и Императрица, присутствовали на бракосочетании, как и наследный принц Нарухито, наследная принцесса Масако и другие члены императорской семьи.
Саяко Курода ушла с работы орнитолога, чтобы сосредоточиться на семейной жизни и возможном материнстве. Не имея после свадьбы права на имперское пособие, она, однако, по сообщению представителя Управления императорского двора, получила приданое в размере 1 миллиона 300 тысяч долларов.